# انریکو پائولینی
انریکو پائولینی (به ایتالیایی: Enrico Paolini؛ زادهٔ ۲۶ مارس ۱۹۴۵ – درگذشتهٔ ۶ مهٔ ۲۰۲۵) دوچرخه‌سوار اهل ایتالیا بود. وی در مسابقات جیرو دیتالیا شرکت کرده‌بود.